# Ноай, Франсуа де (1584)
Франсуа де Ноай (фр. François de Noailles; 19 июня 1584 — 15 декабря 1645), граф д'Айен — французский военный и государственный деятель.

## Биография
Сын Анри де Ноая, графа д'Айен, и Жанны-Жермены д'Эспань.
Сеньор де Ноай, барон де Шамбр, де Монклар, де Ноайяк и де Мальмор, сеньор де Карбоньер, де Мерль, де Малесс, де Лантур, де Л'Арш и части Брива.
Начал службу знаменосцем жандармской роты в 1600 году, и свою первую кампанию проделал при завоевании Савойи, в ходе которого участвовал в осадах Шамбери и Монмельяна.
15 декабря 1611 граф д'Айен был предварительно назначен губернатором и сенешалем Руэрга, как наследник своего тестя, маршала Роклора. Патентом от 8 февраля 1612 временно назначен командующим в Руэрге в отсутствие тестя.
Патентом от 14 ноября 1615 назначен капитаном 50 тяжеловооруженных всадников, а патентом от 22 апреля 1616 ему было поручено набрать еще 50 тяжеловооруженных, чтобы довести численность роты до сотни, 50 карабинеров и пехотный полк из десяти рот для обеспечения безопасности в провинции Овернь, где граф поддерживал порядок.
Патентом от 29 мая 1617 ему продлили командование в Руэрге, а 8 марта 1619 граф был назначен временным губернатором провинции, после отставки маршала Роклора.
В ходе войны с гугенотами сопровождал короля при атаке ретраншементов Пон-де-Се в 1620 году, при осадах Сен-Жан-д'Анжели, Клерака, Монтобана, Монёра в 1621-м, Сент-Антонена и Монпелье в 1622-м.
В мае 1623, после смерти отца, принял титул графа де Ноая, и постановлением, данным в Фонтенбло 13 мая, получил ставшую вакантной должность генерального наместника Верхней Оверни. 19-го был в этом качестве зарегистрирован Парламентом.
15 марта 1628 произведен в лагерные маршалы, направлен в Лангедокскую армию принца Конде, участвовал в осадах Памье, Монтобана и Мас д'Азиля. В 1629 году участвовал в атаке Сузского перевала и осадах Прива и Алеса.
14 мая 1633 пожалован в рыцари орденов короля. В 1634 году назначен чрезвычайным послом в Рим, где провел несколько лет.
15 декабря 1642 король передал Ноаю губернаторство в Оверни, отобранное у герцога Орлеанского. Парижский парламент зарегистрировал это пожалование 10 февраля 1643, но 21 мая граф отказался от должности, чтобы вернуть ее Месье.
1 января 1643 назначен государственным советником. 25 марта 1644 стал подполковником Корабельного полка, в котором должность полковника занимал кардинал Мазарини. 29 апреля получил губернаторство в завоеванном Перпиньяне после отставки маркиза де Вобекура.

## Семья
Жена (9.09.1601): Роза де Роклор, дочь Антуана де Роклора, барона де Лавардена, маршала Франции, и Катрин д'Орнезан
Дети:
- Анри де Ноай (ум. 1643), граф д'Айен. Отличился в битве при Авене в 1635 году. Погиб в битве при Рокруа. Был холост
- Антуан де Ноай (ум. 1646), граф д'Айен после смерти старшего брата. Был холост
- барон Шарль де Ноай (ум. 1632). Был ранен при осаде Маастрихта и умер через несколько дней
- герцог Анн де Ноай (после 1613 — 15.02.1678). Жена (1645): Луиза Буайе (1632—1697), дочь Антуана Буайе, сеньора де Сен-Женевьев-де-Буа, и Франсуазы де Виньякур
- Жанна-Франсуаза де Ноай, аббатиса монастыря Родез
- Марта-Франсуаза де Ноай, кармелитка